# Solar Maximum Mission
La Solar Maximum Mission (SMM o SolarMax) è una sonda costruita dalla NASA per studiare i fenomeni solari, in particolar modo i flare. Fu lanciata il 14 febbraio 1980.
Sebbene non sia stata l'unica sonda nel suo genere, la SMM è degna di nota poiché la sua vita utile, paragonata a simili missioni, è stata significativamente aumentata dall'intervento diretto di una missione spaziale con equipaggio: infatti, nel 1984, lo Space Shuttle Challenger l'ha intercettata, manovrando la sonda fino alla navetta, per la manutenzione e le riparazioni. La sonda è stata dotata di un gancio in modo che il braccio robotizzato potesse agganciarla facilmente in caso di nuove riparazioni.
Lo strumento ACRIM in dotazione alla sonda ha mostrato che, contrariamente a quanto ritenuto in precedenza, nel massimo del ciclo solare, durante il quale il numero delle macchie solari raggiunge il valore più alto, il Sole è più luminoso che durante la fase di minimo. Questo accade perché le macchie sono circondate da strutture estremamente luminose, dette facule, che "neutralizzano" in un certo qual modo l'oscuramento dovuto alle macchie.
La missione della sonda terminò il 2 dicembre 1989, quando la sonda fece rientro nell'atmosfera terrestre, disintegrandosi a causa delle alte temperature.
La SMM ha permesso la scoperta di 10 comete:
| Denominazione SMM | Designazione ufficiale | Fonti  |
| ----------------- | ---------------------- | ------ |
| SMM-1             | C/1987 T2 SMM          | [ 2 ]  |
| SMM-2             | C/1987 U4 SMM          | [ 2 ]  |
| SMM-3             | C/1988 M1 SMM          | [ 3 ]  |
| SMM-4             | C/1988 Q1 SMM          | [ 4 ]  |
| SMM-5             | C/1988 T1 SMM          | [ 5 ]  |
| SMM-6             | C/1988 W1 SMM          | [ 6 ]  |
| SMM-7             | C/1988 U1 SMM          | [ 7 ]  |
| SMM-8             | C/1989 L1 SMM          | [ 8 ]  |
| SMM-9             | C/1989 N3 SMM          | [ 9 ]  |
| SMM-10            | C/1989 S1 SMM          | [ 10 ] |